# Ciclismo nos Jogos Olímpicos de Verão de 1988

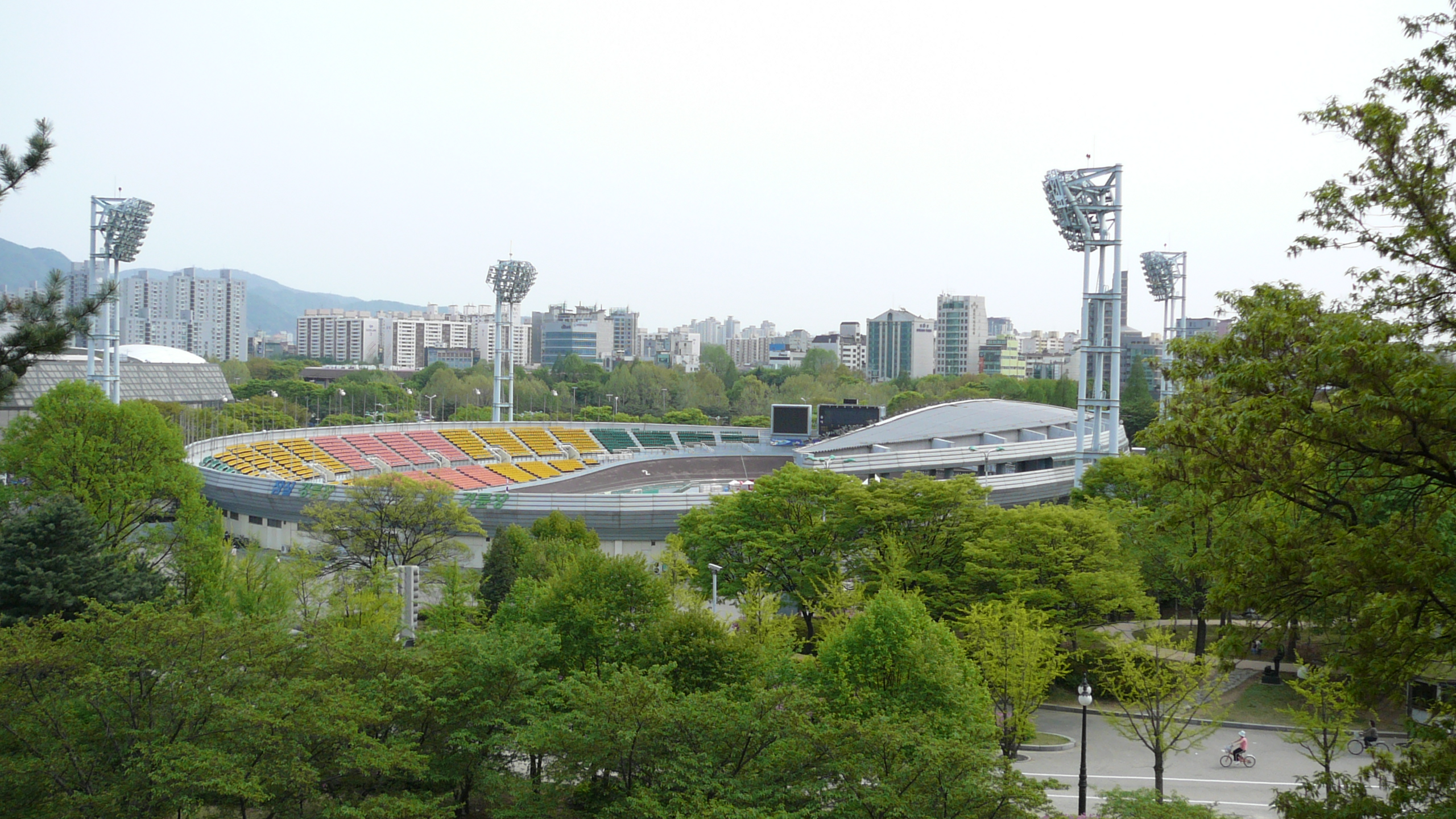
A competições ocorreram no Velódromo Olímpico de Seul

O ciclismo nos Jogos Olímpicos de Verão de 1988 foi realizado em Seul, na Coreia do Sul, com nove eventos.

## Eventos do ciclismo
Masculino: Estrada individual | Equipes contra o relógio | 1 km contra o relógio | Velocidade | Perseguição individual | Perseguição por equipes | Corrida individual por pontos

Feminino: Estrada individual | Velocidade individual

## Masculino

### Estrada

#### Estrada individual masculino
| Pos. | País                     | Atletas        | Tempo   |
| ---- | ------------------------ | -------------- | ------- |
|      | Alemanha Oriental (GDR)  | Olaf Ludwig    | 4h32m22 |
|      | Alemanha Ocidental (FRG) | Bernd Gröne    | 4h32m25 |
|      | Alemanha Ocidental (FRG) | Christian Henn | 4h32m46 |

#### Equipes contra o relógio masculino
| Pos. | País                    | Atletas                                                              | Tempo     |
| ---- | ----------------------- | -------------------------------------------------------------------- | --------- |
|      | Alemanha Oriental (GDR) | Uwe Ampler Mario Kummer Maik Landsmann Jan Schur                     | 1h57m47s7 |
|      | Polônia (POL)           | Joachim Halupczok Zenon Jaskuła Marek Leśniewski Andrzej Sypytkowski | 1h57m54s2 |
|      | Suécia (SWE)            | Björn Johansson Jan Karlsson Michel Lafis Anders Jarl                | 1h59m47s3 |

### Pista

#### 1 km contra o relógio masculino
| Pos. | País                     | Atletas              | Tempo    |
| ---- | ------------------------ | -------------------- | -------- |
|      | União Soviética (URS)    | Aleksandr Kirichenko | 1m04s499 |
|      | Austrália (AUS)          | Martin Vinnicombe    | 1m04s784 |
|      | Alemanha Ocidental (FRG) | Robert Lechner       | 1m05s114 |

#### Velocidade individual masculino
| Pos. | País                    | Atletas       |
| ---- | ----------------------- | ------------- |
|      | Alemanha Oriental (GDR) | Lutz Heßlich  |
|      | União Soviética (URS)   | Nikolay Kovsh |
|      | Austrália (AUS)         | Gary Neiwand  |

#### Perseguição individual masculino
| Pos. | País                    | Atletas          |
| ---- | ----------------------- | ---------------- |
|      | União Soviética (URS)   | Gintautas Umaras |
|      | Austrália (AUS)         | Dean Woods       |
|      | Alemanha Oriental (GDR) | Bernd Dittert    |

#### Perseguição por equipes masculino
| Pos. | País                    | Atletas                                                                |
| ---- | ----------------------- | ---------------------------------------------------------------------- |
|      | União Soviética (URS)   | Vyacheslav Ekimov Arturas Kasputis Dmitry Nelyubin Gintautas Umaras    |
|      | Alemanha Oriental (GDR) | Carsten Wolf Steffen Blochwitz Roland Hennig Dirk Meier (Uwe Preißler) |
|      | Austrália (AUS)         | Dean Woods Brett Dutton Wayne McCarny Stephen McGlede (Scott McGrory)  |

#### Corrida individual por pontos masculino
| Pos. | País                  | Atletas       |
| ---- | --------------------- | ------------- |
|      | Dinamarca (DEN)       | Dan Frost     |
|      | Países Baixos (NED)   | Leo Peelen    |
|      | União Soviética (URS) | Marat Ganeyev |

## Feminino

### Estrada

#### Estrada individual feminino
| Pos. | País                     | Atletas         | Tempo   |
| ---- | ------------------------ | --------------- | ------- |
|      | Países Baixos (NED)      | Monique Knol    | 2h00m52 |
|      | Alemanha Ocidental (FRG) | Jutta Niehaus   | 2h00m52 |
|      | União Soviética (URS)    | Laima Zilporite | 2h00m52 |

### Pista

#### Velocidade individual feminino
| Pos. | País                    | Atletas                |
| ---- | ----------------------- | ---------------------- |
|      | União Soviética (URS)   | Erika Salumäe          |
|      | Alemanha Oriental (GDR) | Christa Luding         |
|      | Estados Unidos (USA)    | Connie Parakevin-Young |

## Quadro de medalhas do ciclismo
| Ordem | País                   | Medalha de ouro | Medalha de prata | Medalha de bronze | Total |
| ----- | ---------------------- | --------------- | ---------------- | ----------------- | ----- |
| 1     | URS União Soviética    | 4               | 1                | 2                 | 7     |
| 2     | GDR Alemanha Oriental  | 3               | 2                | 1                 | 6     |
| 3     | NED Países Baixos      | 1               | 1                | 0                 | 2     |
| 4     | DEN Dinamarca          | 1               | 0                | 0                 | 1     |
| 5     | FRG Alemanha Ocidental | 0               | 2                | 2                 | 4     |
| 5     | AUS Austrália          | 0               | 2                | 2                 | 4     |
| 7     | POL Polônia            | 0               | 1                | 0                 | 1     |
| 8     | USA Estados Unidos     | 0               | 0                | 1                 | 1     |
| 8     | SWE Suécia             | 0               | 0                | 1                 | 1     |